# Mentophilonthus seriatipennis
Mentophilonthus seriatipennis – gatunek chrząszcza z rodziny kusakowatych i podrodziny Staphylininae.
Gatunek ten został opisany w 1928 roku przez Maxa Bernhauera jako Philonthus seriatipennis. Jako miejsce typowe wskazał on Mongende. W 1966 roku L. Levasseur zsynonimizował ten gatunek z M. dilutior. W 2009 roku Lubomír Hromádka dokonał jego redesktypcji wynosząc go z powrotem do rangi ważnego gatunku.
Kusak o ciele długości 6,4 do 6,7 mm. Głowa czarna z brązowożółtymi głaszczkami i żuwaczkami. Czułki brązowe z początkowymi 1-2 członami żółtobrązowymi. Tarczka czarnobrązowa z brązowożółtymi brzegami bocznymi. Przedplecze czarnobrązowe; w każdym z jego rowków grzbietowych po dwa punkty. Pokrywy ciemnobrązowe, delikatnie i gęsto punktowane. Odwłok czarnobrązowy z czerwonobrązowymi tylnymi krawędziami tergitów. Odnóża żółtobrązowe z ciemniejszymi goleniami.
Chrząszcz afrotropikalny, znany tylko z Demokratycznej Republiki Konga.